# Skuhrov u České Třebové

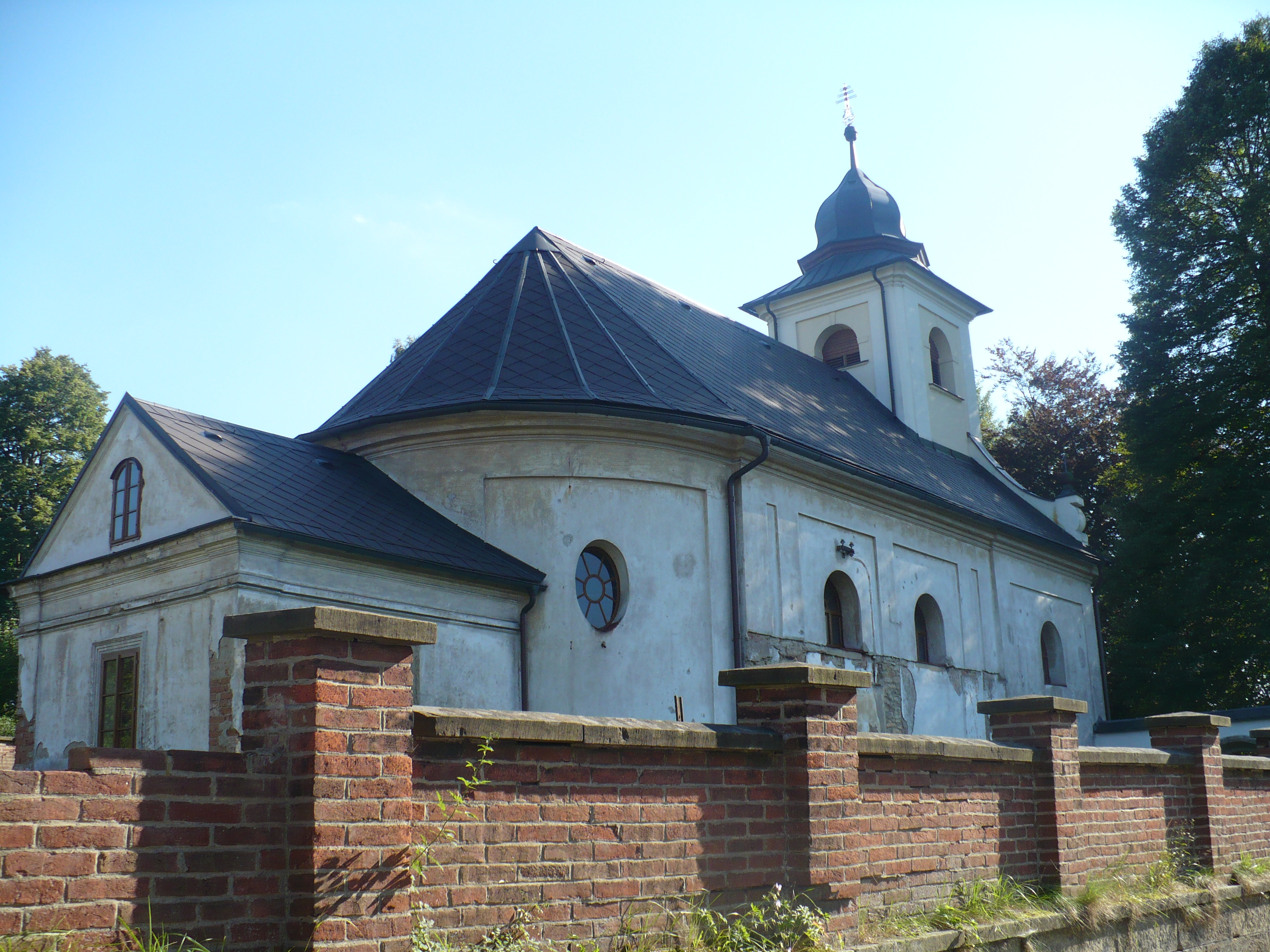
Johannes-Nepomuk-Kirche

Skuhrov (deutsch Rathsdorf, auch Rohtstoff, de Fresch und 1292 Schurowa) ist ein Ortsteil der Stadt Česká Třebová im Pardubický kraj (Tschechien) nordwestlich der Stadt Lanškroun.

## Geschichte
Das Dorf wurde 1292 in einer Ausstattungsurkunde des Zisterzienserklosters Königsaal als "Schurowa" zum ersten Mal schriftlich erwähnt. Der Ort verfügte schon im 13. Jahrhundert über eine Kirche. Erst 1740 wurde die Barockkirche des hl. Johannes von Nepomuk errichtet. Nach Missernten und Trockenheit (1842–1845), Cholera (1855) und der Beseitigung der letzten feudalen Strukturen (1848) emigrierten in den 50er und 60er Jahren des 19. Jahrhunderts viele Skuhrover Bürger nach Waterloo oder Watertown in Wisconsin, USA, wie beispielsweise die Familien Hampel, Langer, Honl, Zimprich, Jirschele und Arnold. Während des Deutschen Krieges 1866 kampierten im Jahre 1866 11.000 Österreicher und danach 8.000 Preußen in Skuhrov und verursachen beträchtliche Schäden. Zwischen 1938 und 1945 gehörte Rathsdorf zum deutschen Landkreis Landskron. Im Jahre 2001 bestand das Dorf aus 88 Wohnhäusern, in denen 197 Menschen lebten.

## Bevölkerungsentwicklung
- 1843: 731
- 1900: 568
- 1921: 507
- 1930: 515 (nach Franz J. C. Gauglitz: 627)
- 1950: 335
- 1991: 197
- 2001: 197